# Spilosoma crossi
Spilosoma crossi là một loài bướm đêm thuộc phân họ Arctiinae, họ Erebidae.